# الحبيب الزمالي
الحبيب الزمالي قاضٍ تونسي سابق ومحام لدى محكمة التعقيب التونسية من مواليد نوفمبر 1962 بمعتمدية نفزة من ولاية باجة, أعلن يوم الأربعاء 27 اوت 2014 عن ترشحه للانتخابات الرئاسية التونسية لسنة 2014. 